# Udo Horstmann
Pour les articles homonymes, voir Horstmann.
Udo Horstmann (né en 1941 à Witten) est un homme d'affaires allemand, collectionneur d'art, Mécène et ancien diplomate.

## Biographie
Horstmann a grandi en Rhénanie-du-Nord-Westphalie. Après son service militaire, il a étudié l'économie à Cologne. Gestion d'entreprise et est ensuite entré au service diplomatique du Auswärtiges Amt. Suivirent des séjours d'affaires aux États-Unis et en Afrique du Sud de 1970 à 1980. Il y a travaillé comme partenaire central de coopération pour Marc Rich, qui souhaitait contourner les embargos sur les matières premières contre le régime d'apartheid local,.L'importance de Horstmann dans ce système s'est également manifestée par le fait que lors des réunions trimestrielles des cadres supérieurs de l'entreprise de Rich à Zurich, le mot de code « Udo » était toujours utilisé pour l'Afrique du Sud.
Il a également été impliqué dans diverses opérations à terme sur des matières premières en rapport avec le charbon russe pendant la Guerre froide. En plus de ses activités commerciales, il a été ambassadeur d'Allemagne dans différents pays africains, entre autres au Bénin (196 1967) et en Afrique du Sud (1968). (1967-1971), Cameroun (1971-1975),, et Sénégal. (1979-1983).
Après avoir terminé son travail en Afrique, il s'est retiré de la vie active. à la fin des années 1980, il prit sa retraite, tout en continuant à siéger au conseil d'administration de plusieurs entreprises. C'est apparemment pour des raisons fiscales que Horstmann s'est installé à Zoug, dans le canton de Zoug en Suisse, dans les années 1990. Horstmann vit à Zoug et à Berlin. Horstmann est membre de la Clausewitz-Gesellschaft et a le grade de Lieutenant-colonel de réserve.

## Collection d'art extra-européen
Depuis les années 1980, Horstmann a commencé à constituer des collections d'art africain et océanien sur le marché international de l'art, qui ont acquis une notoriété mondiale grâce à des expositions et des publications. Dans le cadre des expositions de ses collections, il a coopéré avec plusieurs musées,,
Au fil des années, Horstmann a fait don d'objets de sa collection à des musées internationaux, notamment au Museum Rietberg à Zurich, au Museum of Fine Arts à Boston et au Brooklyn Museum à New York,.
En 1992, une importante donation d'art sud-africain a été faite à la Johannesburg Art Gallery.
Il a également participé aux discours sociaux sur la réception de l'art extra-européen, sur le marché de l'art ainsi que sur les expositions. On peut souligner ici en particulier son rôle dans les débats sur la Collection Reinhard Klimmt.

## Honneurs
Le 30 août 1984, Udo Horstmann a été décoré de la Grande Croix du Mérite de la République fédérale d'Allemagne[réf. souhaitée].
Pour son engagement en faveur de la préservation du patrimoine culturel français, Udo Horstmann a été nommé « Chevalier de l' Ordre des Arts et des Lettres » par Audrey Azoulay, ministre de la Culture et de la Communication, le 17 mai 2016.

## Autres
Selon Rainer Erler, le personnage d'Istvan Kaltenbach est inspiré de son roman „Die Kaltenbachpapiere“ („Les papiers Kaltenbach"), comme dans son adaptation cinématographique) s'inspire d'Udo Horstmann.